# Nordlig mullvadslämmel
Nordlig mullvadslämmel (Ellobius talpinus) är en däggdjursart som först beskrevs av Peter Simon Pallas 1770.  Ellobius talpinus ingår i släktet mullvadslämlar och familjen hamsterartade gnagare. Inga underarter finns listade i Catalogue of Life.

## Utseende
Arten når en kroppslängd (huvud och bål) av 84 till 115 mm, en svanslängd av 8 till 21 mm och en vikt av 24 till 56 g. Kroppen har allmänt formen av en vals. Huvudet kännetecknas av små ögon och små öron. Nordlig mullvadslämmel har en gråbrun grundfärg med stora variationer. Oftast är huvudet mörkare än bålen och undersidan är ljusare samt mer gråaktig än ovansidan. Det finns även individer med svartbrun kroppsfärg och svart huvud eller helt svarta exemplar. På den korta svansen förekommer många styva hår. Av honans spenar ligger fyra på buken och fyra vid ljumsken.

## Utbredning
Denna gnagare förekommer i östra Europa och Asien från östra Ukraina till Novosibirsk och söderut till södra Turkmenistan. Habitatet utgörs av stäpper och mindre öppna skogar.

## Ekologi
Individerna bildar familjegrupper med cirka 10 medlemmar som lever i ett komplext underjordiskt tunnelsystem. Boets centrala rum ligger vanligen 1 till 4 meter under markytan (i norra delen av utbredningsområdet) och hela tunnelsystemet kan ha en längd av 800 meter. Arten äter underjordiska växtdelar och syns sällan ovanpå marken. Den håller ingen vinterdvala men kan vara slö under kalla eller heta dagar. Honor har vanligen två kullar under årets varma månader och föder 2 eller 3 ungar per kull.
Tunnlarna som använd för att samla föda ligger oftast 15 till 20 cm under markytan. Ibland motsvarar individernas dagliga födointag individens egen vikt. Nordlig mullvadslämmel skapar inga förråd. Efter genomsnittlig 30 dagar dräktighet föds nakna och blinda ungar som väger ungefär 3 g. Ungarna börjar efter 20 till 25 dagar med fast föda och de öppnar sina ögon efter 21 till 28 dagar. Honor som föds tidig under året kan ha en egen kull under samma år. De flesta exemplar fortplantar sig efter första vintern. Livslängden uppskattas vara två år. Ofta arbetar två eller fler individer tillsammans när nya tunnlar grävs. Vid boets ingångar skapas jordhögar som är 13 till 68 cm långa, 10 till 38 cm breda och upp till 10 cm höga. I Turkmenistan ligger huvudrummet 40 till 65 cm under markytan.

## Bevarandestatus
I begränsade regioner påverkas beståndet negativt av landskapsförändringar. Allmänt är nordlig mullvadslämmel vanligt förekommande. IUCN kategoriserar arten globalt som livskraftig.